# تاخاهوئرس
تاخاهوئرس (به اسپانیایی: Tajahuerce) یک دهستان در اسپانیا است که در سریا واقع شده‌است.

## خصوصیات
تاخاهوئرس ۲۰ کیلومترمربع مساحت و ۳۷ نفر جمعیت دارد.